# Амонтильядо

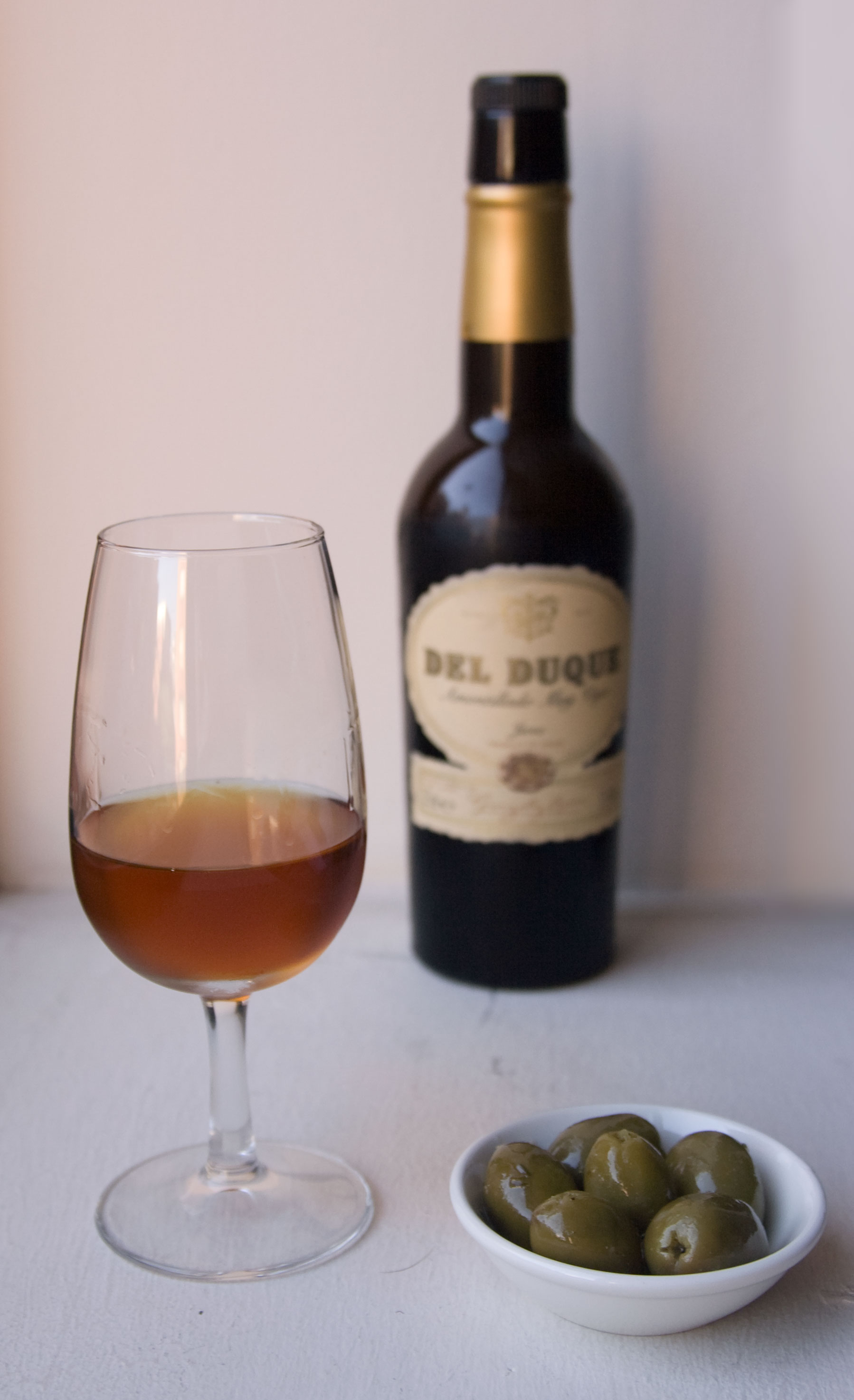
Характерный цвет амонтильядо

Амонтильядо (исп. Amontillado, произносится «амонтийадо»; андалузский диалект: «amontillao») — испанский сухой херес янтарного цвета с ореховым ароматом; крепость 16-17 %. Производится с XVIII века как тип, переходный между fino и oloroso (два основных типа хереса, предполагающие выдержку под слоем дрожжей и в контакте с кислородом, соответственно).
В отличие от базового хереса (fino), амонтильядо выдерживался достаточно долго, чтобы (с повышением крепости напитка выше 18%) погибли дрожжи, которые определяют его вкус и предохраняют от контакта с кислородом. Современные виноделы не ждут естественного отмирания дрожжей, как их предшественники, а просто добавляют в fino спирт, который убивает дрожжи, после чего вино продолжает созревать уже в контакте с кислородом. Из-за длительной выдержки амонтильядо имеет более тёмный цвет, чем fino.
Наименование означает «в стиле Монтильи», потому что выдерживать вино после отмирания дрожжевого слоя (флора) придумали виноделы из Монтильи. Однако если вина Монтильи очень сладкие и традиционно изготавливаются из винограда педро-хименес, то херес «в стиле Монтильи» вырабатывается из паломино. Исторически амонтильядо считался самым сложным в производстве, дорогим и изысканным типом хереса. На пике успеха напитка, в 1846 году, американский писатель Эдгар По опубликовал рассказ «Бочонок амонтильядо». 
В течение второй половины XX века наибольшим спросом у потребителей (особенно в Британии и Германии) пользовался амонтильядо, подслащённый мустом, что привело к его выделению в 2012 году в отдельную категорию — Medium Sherry. Содержание сахара в этом напитке не должно превышать 115 грамм на литр.